# Колумбија на Светском првенству у атлетици на отвореном 2015.
Колумбија је учествовала на Светском првенству у атлетици на отвореном 2015. одржаном у Пекингу од 12. до 30. августа  петнаести пут, односно учествовала је на свим првенствима до данас. Репрезентацију Колумбије представљало је 13 учесника (7 мушкараца и 6 жена) који су се такмичили у једанаест дисциплина (5 мушких и 6 женских),
На овом првенству Колумбија је освојила једну златну медаљу у троскоку. Овим успехом Колумбија је делила 15 место у укупном пласману освајача медаља. Поред медаље, оборен је национални рекорд на 1.500 м у женској конкуренцији и један лични рекорд, а  једна такмичарка је постигла најбољи лични резултат у сезони.
У табели успешности (према броју и пласману такмичара који су учествовали у финалним такмичењима (првих 8 такмичара)) Колумбија је  са 2 учесника у финалу делила 33. место са 10 бодова. По овом основу бодове су добили представници 68 земаља од 207 земаља које су учествовале на првенству.
| Плас. | Земља     | 1. место | 2. место | 3. место | 4. место | 5. место | 6. место | 7. место | 8. место | Бр. финал. | Бод. |
| ----- | --------- | -------- | -------- | -------- | -------- | -------- | -------- | -------- | -------- | ---------- | ---- |
| =33.  | Колумбија | 1        | 0        | 0        | 0        | 0        | 0        | 1        | 0        | 2          | 10   |

## Учесници
| Дисциплина       | Спортисти                                             | Спортисти      |
| Дисциплина       | Мушкарци                                              | Жене           |
| ---------------- | ----------------------------------------------------- | -------------- |
| 800 м            | Рафит Родригез                                        | -              |
| 1.500 м          | -                                                     | Муријел Конео  |
| 3.000 м препреке | Gerald Giraldo                                        | Муријел Коено² |
| 20 км ходање     | Ејдер Аревало Кени Мартин Перез Хозе Леонардо Монтана | Сандра Аренас  |
| 50 км ходање     | Луис Фернандо Лопез                                   | -              |

| Дисциплина   | Спортисти       | Спортисти                       |
| Дисциплина   | Мушкарци        | Жене                            |
| ------------ | --------------- | ------------------------------- |
| Троскок      | -               | Катерин Ибаргвен Yosiry Urrutia |
| Бацање диска | Mauricio Ortega | -                               |
| Бацање копља | -               | Флор Руиз                       |
| Седмобој     | -               | Евелис Агилар                   |

- Атлетичари означени бројем су учествовали у још некој дисцилини.

## Освајачи медаља

### Злато (1)
- Катерин Ибаргвен —  Троскок

## Резултати

### Мушкарци
| Атлетичар             | Дисциплина       | Лични рекорд | Квалификације | Квалификације | Полуфинале | Полуфинале | Финале               | Финале        | Детаљи |
| Атлетичар             | Дисциплина       | Лични рекорд | Резултат      | Место         | Резултат   | Место      | Резултат             | Место         | Детаљи |
| --------------------- | ---------------- | ------------ | ------------- | ------------- | ---------- | ---------- | -------------------- | ------------- | ------ |
| Рафит Родригез        | 800 м            | 1:44,31 НР   | 1:46.39       | 3. у гр 3 кв  | 1:45.63    | 6. у пф 3  | Није се квалификовао | 11 / 44 (45)  |        |
| Gerald Giraldo        | 3.000 м препреке | 8:28,6 НР    | 9:16,47       | 12. у гр. 3   |            |            | Није се квалификовао | 36 / 38 (42)  |        |
| Хозе Леонардо Монтана | 20 км ходање     | 1:22:03      |               |               |            |            | 1:23:53              | 22. / 50 (61) |        |
| Ејдер Аревало         | 20 км ходање     | 1:19:45 НР   | 1:21:13       | 6. / 50 (61)  |            |            |                      |               |        |
| Кени Мартин Перез     | 20 км ходање     | 1:22:21      | 1:29:31       | 50. / 50 (61) |            |            |                      |               |        |
| Луис Фернандо Лопез   | 50 км ходање     | 4:00:55      | 3:55:43 ЛР    | 20. / 38 (54) |            |            |                      |               |        |

### Жене
| Атлетичарка      | Дисциплина       | Лични рекорд | Квалификације | Квалификације  | Полуфинале            | Полуфинале            | Финале                | Финале        | Детаљи |
| Атлетичарка      | Дисциплина       | Лични рекорд | Резултат      | Место          | Резултат              | Место                 | Резултат              | Место         | Детаљи |
| ---------------- | ---------------- | ------------ | ------------- | -------------- | --------------------- | --------------------- | --------------------- | ------------- | ------ |
| Муријел Конео    | 1.500 м          | 4:09,05 НР   | 4:08,31 НР    | 10. у гр. 1 кв | 4:18,14               | 12. у пф. 2           | Није се квалификовала | 22 / 33 (35)  |        |
| Муријел Конео    | 3.000 м препреке | 9:53,1       | 9:55.53       | 10. у гр. 1    | Није се квалификовала | Није се квалификовала | Није се квалификовала | 34 / 42 (45)  |        |
| Сандра Аренас    | 20 км ходање     | 1:30:18 НР   |               |                |                       |                       | 1:33:24               | 19. / 42 (50) |        |
| Катерин Ибаргвен | Троскок          | 15,31 НР     | 14,42         | 2. у гр. Б КВ  |                       |                       | 14,90 ЛРС             |               |        |
| Јосири Урутија   | Троскок          | 14,58        | 13,84 кв      | 5. у гр. Б     | 14,09                 | 10. / 27 (28)         |                       |               |        |
| Флор Руиз        | Бацање копља     | 63,80 НР     | 57.25         | 12. у гр Б     | Није се квалификовала | 27. / 32              |                       |               |        |

#### Седмобој
| Дисциплина    | Евелис Агилар | Евелис Агилар | Евелис Агилар | Евелис Агилар | Евелис Агилар | Евелис Агилар |
| Дисциплина    | Лич. рек.     | Резултат      | Бод.          | Плас.         | Укупно        | Плас.         |
| ------------- | ------------- | ------------- | ------------- | ------------- | ------------- | ------------- |
| 100 м препоне | 14,35         | НС            |               |               |               |               |
| Скок увис     | 1,68          |               |               |               |               |               |
| Бацање кугле  | 12,55         |               |               |               |               |               |
| 200 м         | 23,99         |               |               |               |               |               |
| Скок удаљ     | 6,15          |               |               |               |               |               |
| Бацање копља  | 41,02         |               |               |               |               |               |
| 800 м         | 2:13,95       |               |               |               |               |               |
| Седмобој      | 5. 930        | НР            |               |               | НЗ            | БП            |